# Novelas Exemplares

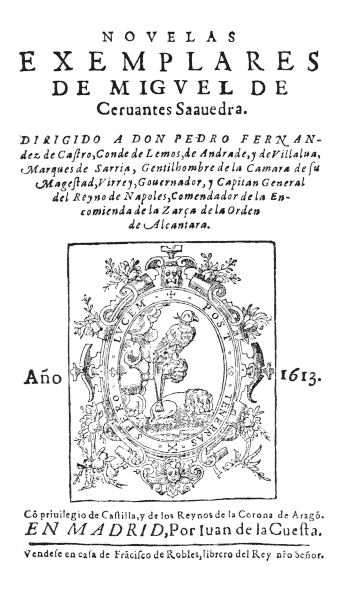
A capa de Novelas exemplares

As Novelas exemplares (em espanhol Novelas ejemplares) são uma série de novelas curtas que Miguel de Cervantes escreveu entre 1590 e 1612, e que publicaria em 1613 em uma coleção editada em Madrid por Juan de la Cuesta, devido à grande acolhida que obteve com a primeira parte de Dom Quixote. A princípio receberam o nome de Novelas exemplares de honestíssimo entretenimento (em espanhol Novelas ejemplares de honestísimo entretenimiento).
Trata-se de doze novelas curtas que seguem o modelo estabelecido na Itália. Sua denominação de "exemplares" obedece ao fato de serem o primeiro exemplo castelhano desse tipo de novelas, e ao caráter didático e moral que incluem em alguma medida os relatos. Cervantes se gabava, no prólogo, de ter sido o primeiro a escrever, em castelhano, novelas ao estilo italiano:
A isto se aplicou meu engenho, por aqui me leva minha inclinação, e mais que dou a entender, e é assim, que sou o primeiro que novelei em língua castelhana, que as muitas novelas que nela andam impressas, todas são traduzidas de línguas estrangeiras, e estas são minhas próprias, não imitadas nem furtadas; meu gênio as engendrou, e pariu-as minha pena, e vão crescendo aos braços da imprensa.
Costumam ser agrupadas em duas séries: as de caráter idealista e as de caráter realista. As de caráter idealista, que são mais próximas à influência italiana, se caracterizam por tratar de argumentos de enredos amorosos com grande abundância de acontecimentos, pela presença de personagens idealizados e sem evolução psicológica e por escasso reflexo da realidade. Se agrupam aqui: El amante liberal, Las dos doncellas, La española inglesa, La señora Cornelia e La fuerza de la sangre. As de caráter realista atendem mais à descrição de ambientes e personagens realistas, com intenção crítica muitas vezes. São os relatos mais conhecidos: Riconete y Cortadillo, El licenciado Vidriera, La gitanilla, El coloquio de los perros o la ilustre fregona. Não obstante, a separação entre os dois grupos não é categórica, e, por exemplo, nas novelas mais realistas podem-se encontrar também elementos idealizantes.
Já que existem duas versões de Rinconete y Cortadillo e de El celoso extremeño, pensa-se que Cervantes introduziu nestas novelas algumas variações com propósitos morais, sociais e estéticos (daí o nome de "exemplares"). A versão mais primitiva se encontra no chamado manuscrito de Porras de la Cámara, uma coleção mista de diversas obras  literárias entra as quais se encontra uma novela habitualmente atribuída a Cervantes, La tía fingida. Por outro lado, alumas novelas curtas se acham inseridas também no Dom Quixote, como El curioso impertinente o una Historia del cautivo, que conta com elementos autobiográficos. Ademais, alude-se a outra novela já composta, Riconete y Cortadillo.

## Novelas contidas na obra
- La gitanilla
- El amante liberal
- Rinconete y Cortadillo
- La española inglesa
- El licenciado Vidriera
- La fuerza de la sangre
- El celoso extremeño
- La ilustre fregona
- Las dos doncellas
- La señora Cornelia
- El casamiento engañoso
- El coloquio de los perros

## Traduções para o português
- Miguel de Cervantes. Novelas exemplares. Tradução de Darly Nicolana Scornsienchi. São Paulo: Abril Cultural, 1970.